# El último beso (canción de Tini y Tiago PZK)
«El último beso» es una canción de la cantante argentina Tini y el cantante argentino Tiago PZK. Fue lanzado el 15 de septiembre de 2022 por Hollywood Records y 5020 Records como el octavo sencillo del cuarto álbum de estudio de Tini, Cupido (2023). La canción fue escrita por dos cantantes junto a Elena Rose y Duki y sus productores Richi López, Andrés Torres y Mauricio Rengifo.

## Antecedentes y lanzamiento
Tini anunció la canción a finales de julio de 2022 a través de sus redes sociales, y agregó que está muy emocionada con esta colaboración y no puede esperar a que la gente escuche esta canción y vea el video musical. Posteriormente, ambos cantantes publicaron algunas imágenes del detrás de escena de un videoclip a través de sus historias de Instagram. Tiago PZK también dijo que «se filtró. Hay algo que se le ocurre a Tini», unos días antes de que saliera la canción.
Durante una entrevista Tini compartió: «Me encanta su talento desde la primera vez que lo escuché, siempre quise compartir música con él, así que estoy muy feliz de que haya llegado el momento y por fin puedas escuchar esta canción que tenemos guardada durante tanto tiempo. Espero que lo disfruten mucho y pronto llegará el día en que podamos encontrarnos en un show y cantarlo». Hablando de su parte Tiago PZK dijo: «Es un placer hacer una canción con una de las mujeres más profesionales y mejor vestidas de mi país, la canción sale del corazón y tiene un mensaje muy real sobre los vínculos».

## Composición
«El último beso» es una canción de pop urbano primario con influencias punk rock.  La canción fue escrita por TINI y Tiago PZK junto a Elena Rose, Duki, Richi López, Andrés Torres y Mauricio Rengifo, mientras que los tres últimos también produjeron la canción. Tiene una duración de tres minutos y diecisiete segundos. La canción está escrita en clave de si♭ mayor, con un tempo moderadamente rápido de 113 latidos por minuto.

## Video musical
El vídeo musical fue lanzado junto con la canción en el canal de YouTube de Tini. Fue dirigida por el director argentino Diego Peskins. El vídeo musical sigue a los dos mientras interpretan a una pareja cuya relación está al borde del fracaso. El vídeo comienza con los dos juntos con montajes de ellos haciéndose tatuajes. La relación se desarrolla a lo largo del video a medida que los artistas dan vida a la letra con interpretaciones emocionalmente conmovedoras.

## Posicionamiento en listas
| Lista (2022)                       | Mejor posición |
| ---------------------------------- | -------------- |
| Argentina (Argentina Hot 100)      | 7              |
| Argentina Airplay (Monitor Latino) | 7              |
| Paraguay (Monitor Latino)          | 11             |
| Uruguay (Monitor Latino)           | 2              |

## Certificaciones
| País      | Organismo certificador | Certificación | Unidades/ventas certificadas | Ref.   |
| --------- | ---------------------- | ------------- | ---------------------------- | ------ |
| Argentina | CAPIF                  | platino       | 20 000                       | [ 12 ] |